# Добрунь (Докшицкий район)
Добрунь (бел. Дабру́нь) — деревня в Докшицком районе Витебской области Беларуси. В составе Бегомльского сельсовета.

## География
Расположена трасса Р-3.
Ближайшие населённые пункты Прудники, Скураты и др.

## История
В 1909 году в Витуничской волости Борисовского уезда Минской губернии.

## Население

### Численность
- 1909 год — 415 жителей, 52 дворов[2].
- 1999 год — 27 жителей (перепись населения)
- 2009 год — 17 жителей (перепись населения)[2].

## Достопримечательность
- Мемориальный комплекс Шуневка[3] —  Историко-культурная ценность Республики Беларусь, шифр 213Д000438. Открыт 3 июля 1983 года.